# 阿里袞
阿里袞（转写：Arigūn；？—1769年），鈕祜祿氏，字松崖，满洲镶黄旗人。中國清朝中期大臣、將領，曾與阿桂一同出任副將軍，跟隨大學士傅恆與緬甸的貢榜王朝交戰，此為清緬戰爭的第四次戰事，隨後阿里袞因傷病死於軍中，被追諡為襄壯，授协办大学士。
《八旗满洲氏族通谱》卷五和《钦定八旗通志》卷一百四十四記為满洲镶黄旗第一参领下人，《清史稿》載為滿洲正白旗人僅為謬誤。

## 生平
後金開國五大臣額亦都、努爾哈赤第四女被廢和碩公主穆庫什的曾孫；顧命大臣遏必隆之孫；領侍衛內大臣尹德之四子。
乾隆十五年（1751年）任兩廣總督。乾隆二十三年（1758年），任参赞大臣，与将军富德攻讨霍集占，解除将军兆惠之围。乾隆二十八年，加太子太保。乾隆二十九年，由托恩多接替兵部尚书，授户部尚书、协办大学士。
乾隆三十一年二月，明瑞战死缅甸猛腊，是年二月，朝廷以大学士傅恒为经略，授阿里衮及阿桂为副将军，领兵参加清缅战争，途中得疫疾，傅恒令他留永昌治疾，阿里袞不肯。乾隆三十四年，特遣御医前往诊视，惟他仍卒于乾隆三十四年十月十九日，奉旨著灵柩入城治丧，命四阿哥和十二阿哥临丧致奠。諡襄壯，祀賢良祠。以豐升額金川功，追加封號為果毅繼勇公。

## 家庭
父尹德，領侍衛內大臣。
妻：苏完瓜尔佳氏（胞兄正黄旗满洲、川陕总督马尔泰）。
子：戶部尚書豐升額，娶镶白旗满洲纳喇氏总管内务府大臣三和之女，继娶正白旗满洲伊尔根觉罗氏知府松德之女。
子：銮仪卫云麾使倭興額，娶镶红旗宗室辅国公瑟尔臣之女。長子興長即魏佳花沙布之外父。
子：云骑尉色克精額，娶西林觉罗氏（父镶蓝旗满洲、云贵总督鄂宁，祖父大学士鄂尔泰）。
子：步軍左翼總兵署統領沙海，乾隆四十年奉旨改名為布彥達賚。孙女鈕祜祿氏，封道光帝之孝穆成皇后。
女一：乾隆十六年十二月十日，《軍機處檔摺件》錄入的《奏謝臣姪女仰寵命獲侍皇子事》有「兹接臣弟阿里袞家信，知臣侄女又復仰邀寵命獲侍皇子」的字眼，可知阿里袞之長女或次女被指婚給乾隆帝之第四子永珹為嫡福晉。乾隆十九年三月二十日，總管内務府奏報皇四子成婚拜謁皇太后等人日期摺，可知永珹在她死後又續娶了伊爾根覺羅氏為妻。
三女：适正红旗宗室镇国将军谟云之子奉国将军崇敏。
四女：适正蓝旗三品宗室二等侍卫永曼（养父宗室贝勒弘暾，生父怡亲王弘晓，祖父怡亲王胤祥）。
六女：适土默特蒙古札萨克贝子哈蒙噶巴雅思古郎图之子朋楚克淋沁。
八女：适镶红旗宗室辅国公宏曧之子奉国将军永萼。
九女：适镶蓝旗宗室奉国将军书诚之子奉恩将军崇厚。
十一女：适同旗满洲鄂谟讬氏富显（堂伯云贵总督彰宝）。
十二女：适十七阿哥永璘。嘉慶六年七月初十日，慶郡王福晉之症由瘟疹結喉變為痢疾，忽於本日巳刻喘汗交作，救治不應，即於巳刻薨逝，加恩動用造辦處銀五百兩，賞給慶郡王以辦理鈕祜祿氏之喪儀。
女一，嫁镶黄旗汉军、乾隆四十二年丁酉科举人楊長柏（父直隸總督楊廷璋 (清朝)）。

## 延伸阅读
[在维基数据编辑]
 《清史稿·卷313》，出自趙爾巽《清史稿》